# 恵良駅
恵良駅（えらえき）は、大分県玖珠郡九重町大字右田にある、九州旅客鉄道（JR九州）久大本線の駅である。
1984年までは当駅から宮原線が分岐していた。

## 歴史
- 1929年（昭和4年）12月15日：鉄道省（国有鉄道）の豊後中村 - 豊後森間開業と同時に設置[5]。
- 1937年（昭和12年）6月27日：宮原線の当駅 - 宝泉寺間が開業[3]、分岐駅となる。
- 1943年（昭和18年）9月1日：宮原線の当駅 - 宝泉寺間が不要不急線として休止となる[6][7]。
- 1948年（昭和23年）4月1日：宮原線の当駅 - 宝泉寺間の営業が再開される[3]。
- 1971年（昭和46年）2月20日：貨物の取り扱い廃止[8]。業務委託駅となる[9]。
- 1984年（昭和59年）
  - 2月1日：荷物扱い廃止[8]。
  - 12月1日：宮原線廃止[3][4]。
- 1986年（昭和61年）3月10日：駅員無配置駅となる[10]。
- 1987年（昭和62年）4月1日：国鉄分割民営化により九州旅客鉄道が継承[11]。
- 2014年（平成26年）1月18日：棟続きの空き家から火災が発生し、延焼により駅舎焼失[12]。
- 2015年（平成27年）3月31日：「先哲史料館」を併設した新駅舎が落成[13]。

## 駅構造
相対式ホーム2面2線を有する地上駅。互いのホームは構内踏切で連絡している。元々単式ホーム1面1線と島式ホーム1面2線の合計2面3線を有する駅で構内にはかつて当駅で分岐していた宮原線の跡が残っている。無人駅。
かつては住宅を併設した木造駅舎があったが、2014年1月18日に空き家となっていた住宅部分から出火し、駅舎を全焼した。焼失した駅舎は1986年に当時の国鉄から土地とともに九重町が購入したものであった。
駅舎の焼失後は仮設の待合室が建てられていたが、九重町は、駅前にある八鹿酒造を再興するとともに、右田井路の整備に私財を投げ打ち、久大本線の敷設や旧森高等女学校の創立等にも貢献した麻生観八の功績を紹介する史料館と併せて、駅舎を新築することを決定。2015年（平城27年）3月31日に新しい駅舎が落成した。新駅舎には、「先哲史料館」を併設した待合室が設けられ、これに合わせて駅舎の外観は白壁とナマコ壁などを用いた造り酒屋風とされた。

### のりば
| のりば | 路線      | 方向 | 行先             |
| ------ | --------- | ---- | ---------------- |
| 1      | ■久大本線 | 下り | 由布院・大分方面 |
| 2      | ■久大本線 | 上り | 日田・久留米方面 |

## 利用状況
1965年（昭和40年）度には乗車人員が206,896人（定期外:66,427人、定期:140,469人）、降車人員が203,576人と乗降者共に年間20万人を超えていた。
また、手荷物（発送:472個、到着:273個）や小荷物（発送:2,466個、到着:2,646個）も取り扱っていた。
しかし、1984年（昭和59年）12月1日に宮原線が廃止となり、乗車人員が1984年（昭和59年）度の52,927人（定期外:23,789人、定期:29,138人）から1985年（昭和60年）度には42,545人（定期外:13,837人、定期:28,708人）に、降車人員が56,678人から45,206人となり、乗降者共に年間5万人を下回った。
2015年（平成27年）度の乗車人員は14,803人（定期外:2,481人、定期:12,322人）、降車人員は15,160人である。（一日平均乗車人員は40人）
※1日平均乗車人員の数値は各年度版「大分県統計年鑑」による年間乗車人員の値を各年度の日数で割った値。
| 年度               | 年間 乗車人員 | 定期外 乗車人員 | 定期 乗車人員 | 一日平均 乗車人員* | 年間 降車人員 | 出典              |
| ------------------ | ------------- | --------------- | ------------- | ------------------ | ------------- | ----------------- |
| 1990年（平成2年）  | 30,209        | 3,116           | 27,093        | -                  | 31,675        | [ 20 ]            |
| 1991年（平成3年）  | 31,154        | 6,853           | 24,301        | -                  | 28,635        | [ 21 ]            |
| 1992年（平成4年）  | 30,159        | 5,390           | 24,769        | -                  | 32,878        | [ 22 ]            |
| 1993年（平成5年）  | 26,110        | 4,912           | 21,198        | -                  | 28,443        | [ 23 ]            |
| 1994年（平成6年）  | 27,590        | 5,448           | 22,142        | -                  | 29,536        | [ 24 ]            |
| 1995年（平成7年）  | 21,881        | 5,638           | 16,243        | -                  | 22,710        | [ 25 ]            |
| 1996年（平成8年）  | 25,797        | 7,484           | 18,313        | -                  | 27,308        | [ 26 ]            |
| 1997年（平成9年）  | 24,662        | 8,515           | 16,147        | -                  | 24,951        | [ 27 ]            |
| 1998年（平成10年） | 24,807        | 7,319           | 17,488        | -                  | 25,813        | [ 28 ]            |
| 1999年（平成11年） | 23,717        | 6,085           | 17,632        | -                  | 24,462        | [ 29 ]            |
| 2000年（平成12年） | 25,673        | 6,600           | 19,073        | 70                 | 25,449        | [ 30 ]            |
| 2001年（平成13年） | 27,735        | 7,106           | 20,629        | 76                 | 27,218        | [ 31 ]            |
| 2002年（平成14年） | 23,650        | 5,925           | 17,725        | 65                 | 23,842        | [ 32 ]            |
| 2003年（平成15年） | 22,058        | 5,281           | 16,777        | 60                 | 22,363        | [ 33 ]            |
| 2004年（平成16年） | 19,545        | 4,986           | 14,559        | 54                 | 20,397        | [ 34 ]            |
| 2005年（平成17年） | 19,310        | 4,828           | 14,482        | 53                 | 20,099        | [ 35 ]            |
| 2006年（平成18年） | 14,212        | 3,524           | 10,688        | 39                 | 15,499        | [ 36 ]            |
| 2007年（平成19年） | 16,004        | 3,465           | 12,539        | 44                 | 16,718        | [ 37 ]            |
| 2008年（平成20年） | 14,973        | 3,650           | 11,323        | 41                 | 15,271        | [ 38 ]            |
| 2009年（平成21年） | 13,736        | 2,981           | 10,755        | 38                 | 14,433        | [ 39 ] [ 注釈 1 ] |
| 2010年（平成22年） | 11,735        | 2,950           | 8,785         | 32                 | 12,703        | [ 41 ] [ 注釈 1 ] |
| 2011年（平成23年） | 14,678        | 2,692           | 11,986        | 41                 | 15,808        | [ 42 ] [ 注釈 1 ] |
| 2012年（平成24年） | 17,674        | 2,496           | 15,178        | 48                 | 18,545        | [ 43 ] [ 注釈 1 ] |
| 2013年（平成25年） | 17,753        | 2,559           | 15,194        | 49                 | 18,357        | [ 44 ] [ 注釈 1 ] |
| 2014年（平成26年） | 14,747        | 2,249           | 12,498        | 40                 | 15,257        | [ 45 ] [ 注釈 1 ] |
| 2015年（平成27年） | 14,803        | 2,481           | 12,322        | 40                 | 15,160        | [ 19 ] [ 注釈 1 ] |

- 一日平均乗車人員は年間乗車人員の値を各年度の日数で割った値。

## 駅周辺
- 九重町立東飯田中学校
- 九重町立東飯田小学校
- 恵良郵便局
- 明厳寺
- ENEOS セルフ九重SS
- 恵良交通センター
- 八鹿酒造本社
- 国道387号
- 大分県道409号下恵良九重線

## バス路線
- 九重町営バス - 引治駅、豊後中村駅、野倉、塚脇（玖珠町）方面

## 隣の駅

### 現存区間
九州旅客鉄道（JR九州）
■久大本線
豊後森駅 - 恵良駅 - 引治駅

### かつて存在した路線
日本国有鉄道
宮原線
恵良駅 - 町田駅